# Marvin Johnson
Marvin Nicolas Johnson (Birmingham, 1º dicembre 1990) è un calciatore inglese, centrocampista dello Sheffield Weds.

## Carriera
Ha giocato nella prima divisione scozzese con il Motherwell e nella seconda divisione inglese con il Middlesbrough.